# Junghans Mega

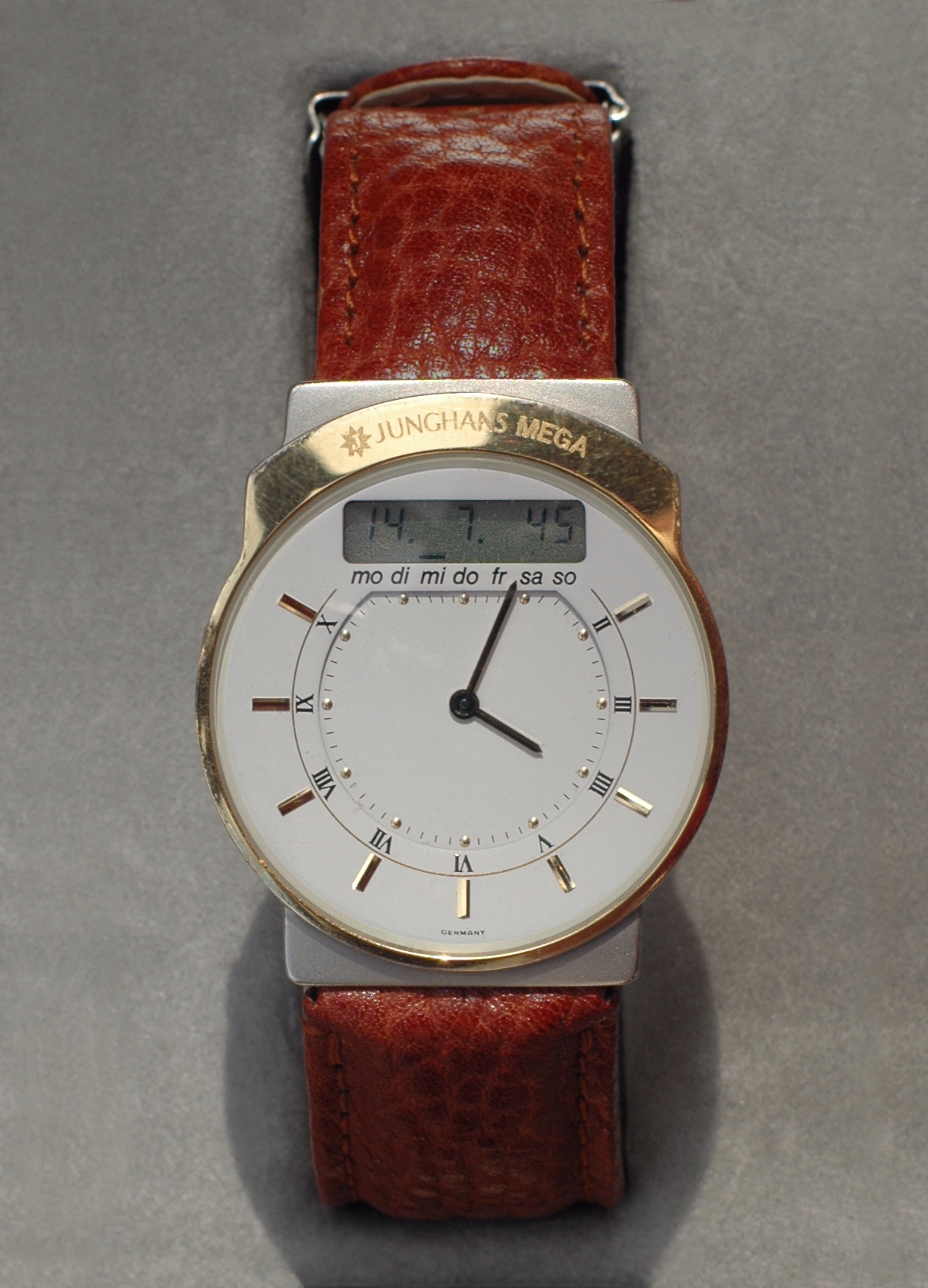
Erste analoge Funk-Armbanduhr weltweit, Junghans Mega, 1991

Die JUNGHANS MEGA war 1991 „die weltweit erste analog anzeigende Funkarmbanduhr“ mit Zeigern.  Die Quarzuhr wurde vom deutschen Uhrenhersteller Junghans produziert, der bereits 1990 eine Digitaluhr mit der Bezeichnung Mega 1 auf den Markt gebracht hatte.

## Allgemeines

### Beschreibung
Die Funkuhr hat ein teilvergoldetes Edelstahlgehäuse. Das weiße Ziffernblatt mit zwei goldenen Stab-Zeigern und einer rechteckigen Flüssigkristallanzeige ist durch ein kreisrundes, kratzfestes Mineralglas geschützt. Im Lederarmband (braun oder schwarz) mit Klappschließe ist die Antenne zum Empfang des Zeitzeichensenders DCF77 in Mainflingen untergebracht. Die Uhr ist ausgestattet mit „Zeitzoneneinstellung, Ewigem Kalender (Wochentag, Datum, Monat), Digitaler Sekunde, Internem Zeitspeicher, Empfangskontrollanzeige, Sender-Ruftaste“.
Der viereckige Gehäuseboden aus Edelstahl ist mit dem FTZ‑Symbol sowie der Typenzulassungsnummer „DBP 288 GH“ graviert, was die behördliche Genehmigung durch das Fernmeldetechnische Zentralamt dokumentiert.

### Technische Daten
Die Junghans Mega empfängt das DCF77-Zeitsignal auf der Langwellenfrequenz von 77,5 kHz mittels einer Armbandantenne. Sie synchronisiert sich automatisch täglich mit einer Atomuhr der Physikalisch-Technischen Bundesanstalt (PTB). So wird die gesetzliche Zeit in Deutschland möglichst genau angezeigt. Der Radioempfang erfolgt schmalbandig über einen Geradeausempfänger mit Quarzfilter (geradlinige Signalverstärkung und –demodulation). Damit ist „europaweiter Empfang im Umkreis von 1.500 km um den Sender DCF77“ möglich.
Um 2:00 und 3:00 Uhr wird ein Zeitabgleich mit dem Zeitzeichensender durchgeführt. Bei Empfangsproblemen wird der Abgleich jede volle Stunde bis 6:00 Uhr wiederholt. Dadurch beträgt die „Zeitgenauigkeit der Junghans MEGA Funkarmbanduhren ... 1 Sekunde in 1 Million Jahren.“
Das Kaliber ist ein Quarz-Werk vom Typ w605 mit Quarzzeitbasis 32 kHz und Lichtschranke zur Zeigerkontrolle. Die Energieversorgung kommt von einer Lithium-Knopfzelle Typ CR2016 mit 3 V Nennspannung.

## Geschichte
1985 brachte Junghans die erste funkgesteuerte Tischuhr auf den Markt.
1990 gelang es den Ingenieuren des Herstellers, diese Technik soweit zu miniaturisieren, dass sie in das Gehäuse der digitalen Armbanduhr MEGA 1 passte. Im Jahr 1991 brachte Junghans die analoge Variante mit Zeigern auf den Markt. Diese Uhr wurde vom Hersteller offiziell MEGA genannt, als Nachfolgemodell der digitalen Variante wird sie zur Unterscheidung auch als Junghans Mega 2 bezeichnet.
1994 wurde das Design der Herren-Funkuhr überarbeitet und es gab „wieder eine Premiere: Junghans präsentierte die erste Damen-Funkuhr“.
2025 stellt die Uhrenfabrik Junghans immer noch Funkuhren des Typs Mega her und die Geschäftsführung will „auch nach wie vor die Funkuhr-Technik“ pflegen.